# Земченков, Виктор Николаевич
Ви́ктор Никола́евич Зе́мченков (15 сентября 1986, Москва, СССР) — российский футболист, нападающий.

## Биография
Воспитанник футбольной школы клуба «Москва», в котором и начал профессиональную карьеру в 2003 году. Находился в составе горожан до лета 2006 года, однако за это время провёл только два матча в Кубке России.
В августе 2006 года перешёл в «Кубань», став вместе с командой серебряным призёром первого дивизиона. Сезон-2007 провёл в московском «Торпедо». В 2008 году перешёл в «Терек».
В марте 2009 года был отдан в аренду клубу «Нижний Новгород», в составе которого дебютировал 28 марта в матче против «Анжи», в той же игре забил свой первый гол за клуб.
В начале 2010 года перешёл в «Балтику». Вскоре перешёл в клуб второго дивизиона «Тюмень». С 2011 года выступал за «Химки». Летом был отдан в аренду в «Черноморец» Новороссийск.
С августа 2012 года выступал за «Луч-Энергию». 27 августа в дебютном матче оформил дубль в ворота омского «Иртыша» (3:2). В 2013 году вернулся в «Химки». С лета 2015 года вновь защищал цвета «Балтики».
В сентябре 2022 года стал игроком футбольного клуба «Металлист» из подмосковного города Королёв.

## Достижения
- Серебряный призёр первого дивизиона: 2006
- Победитель зоны «Восток» второго дивизиона: 2012/13
- Серебряный призёр зоны «Урал-Поволжье» второго дивизиона: 2010
- Бронзовый призёр зоны «Запад» второго дивизиона: 2013/14